# Jean-Pierre Landau (artiste)
Pour les articles homonymes, voir Jean-Pierre Landau et Landau.
Jean-Pierre Landau est un artiste-peintre et sculpteur français, psychanalyste, né en 1944 à Lachau (Drôme).

## Biographie
Il passe son enfance à Saint-Tropez et à Nice. Il est marqué par le travail de son père, le peintre Zygmunt Landau de l'École de Paris, qui l'encourage à des créations diverses et dont il rencontre très tôt les amis artistes : Kisling, Barta, Allix, Krémègne, Vachon, Achiam… La disparition de son père en 1962 le marque profondément et il ne reviendra à la sculpture puis à la peinture qu'après être devenu psychanalyste, à la suite d'études de médecine et de psychiatrie.
Cette double approche de psychanalyste et de peintre se ressent dans une palette complexe avec la violence des mots-couleurs, le silence des taches, la musique de la richesse des pigments.
Après un passage dans l'atelier de sculpture de Karlinski, élève de Zadkine, Landau fréquente l'atelier de sculpture sur pierre (taille directe) de Mahu puis revient à partir de 1990 à la peinture : pastel, puis peinture à l'huile.

## Expositions personnelles
- 2000 : « Pastels », Atelier Montparnasse, Paris
- 2003 : « Frammenti di passione », Caffè letterario, Milan (Italie)
- 2003 : Galleria Babele, Milan (Italie)
- 2004 : Librairie Gutenberg, Paris
- 2005 : Centre d'Art et de Culture de la rue Broca, Paris
- 2005 : « Les mots-couleurs », Salon Œdipe[1], Paris
- 2006 : La Taverna Degli Artisti, Costa Lambro, Carate Brianza (Italie)
- 2006 : La Préface, Colomiers[2]
- 2006 : « Autour du Couple », Atelier de Tatiana Stolpovic, Paris
- 2007 : Galerie de l'Autre (Paris)
- 2008, 2009 : Exposition éphémère Éidolon / « L'é-lu, l'é-cri, l'é-toile et le temps », Spazio Tadini, Milan, puis la Blanchisserie, Boulogne
- 2009 : Exposition « Père & Fils », salon Chopin de la bibliothèque polonaise de Paris[3],
- 2010 Exposition « Retour à Lachau, village de justes »[4],[5], Notre-Dame de Calma, Lachau,
- 2010 : Exposition « Landau, père et fils » Institut français de Cracovie (Pologne)

Il participe par ailleurs à de nombreuses expositions collectives, en France et en Italie.